# Bìm trắng
Bìm trắng hay tịch nhan (danh pháp hai phần: Ipomoea alba) là một loài thực vật có hoa trong họ Bìm bìm. Loài này được L. mô tả khoa học đầu tiên năm 1753.

## Hình ảnh

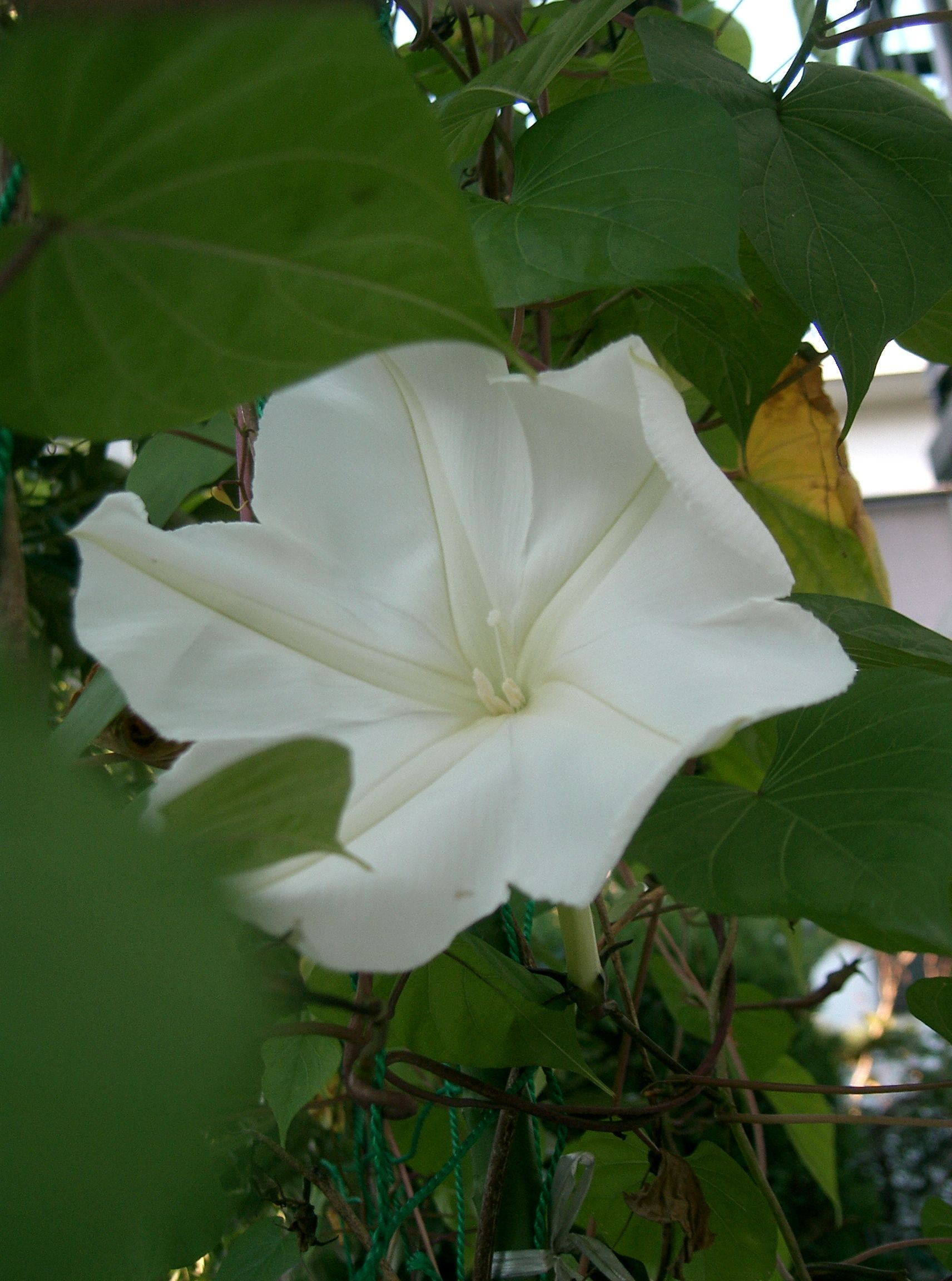
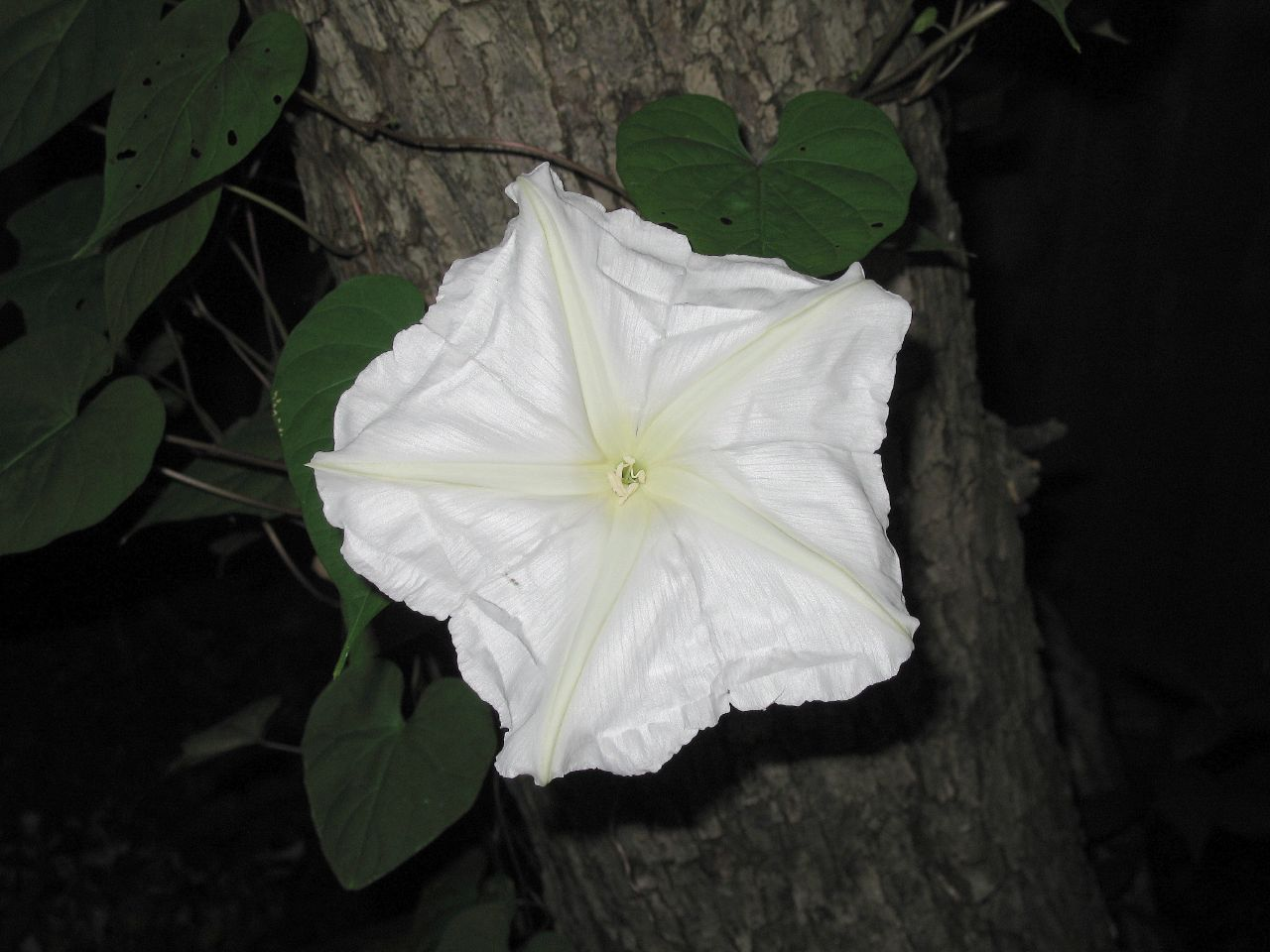
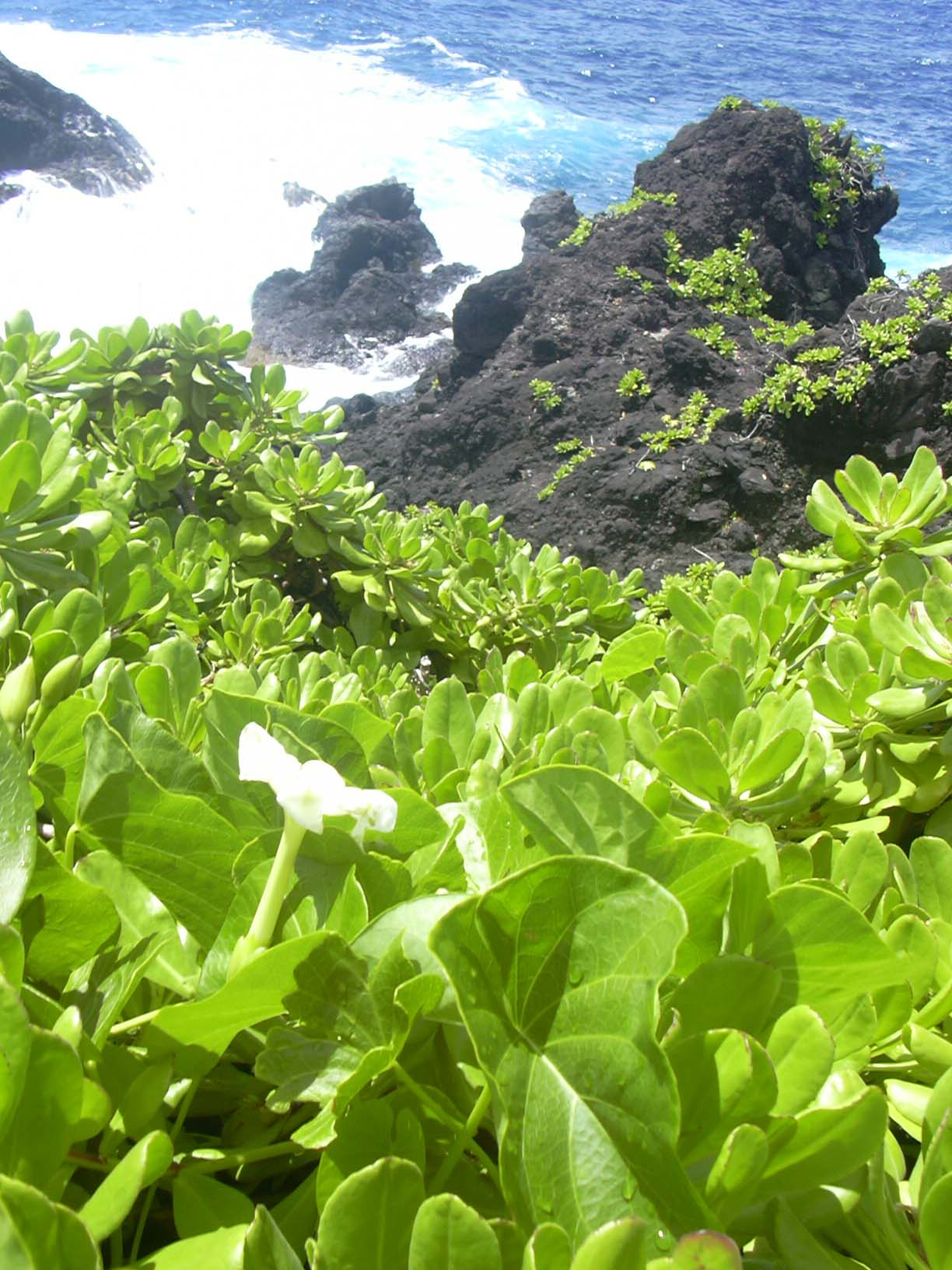
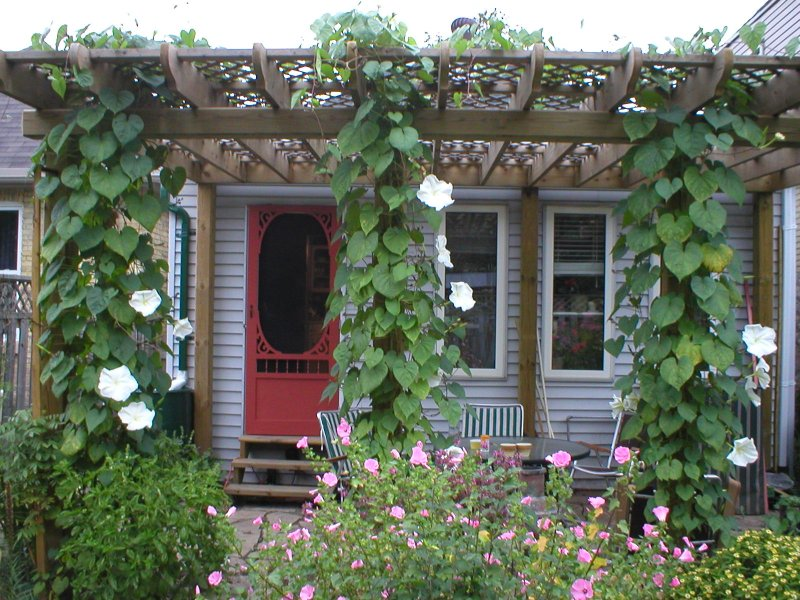
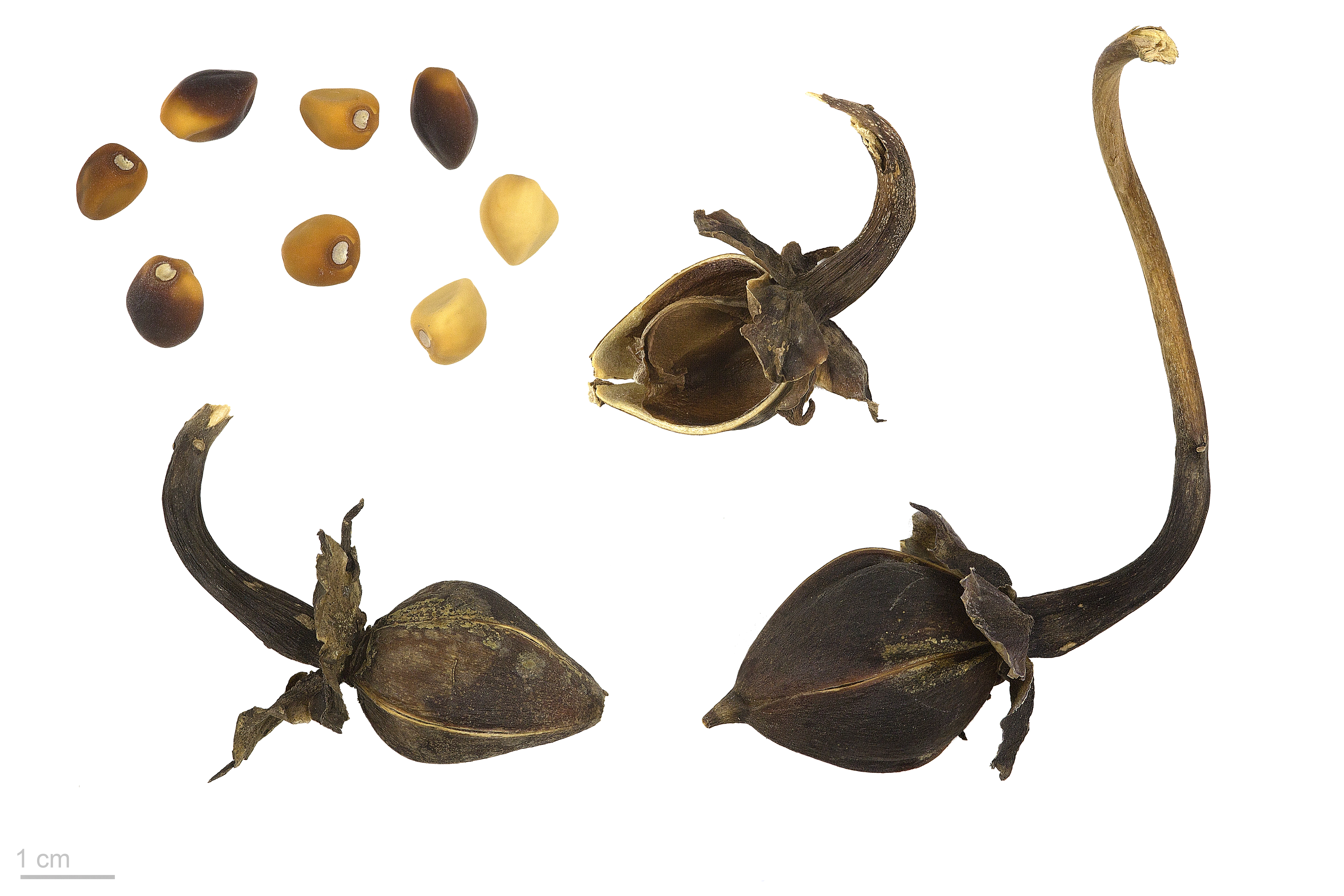
Ipomoea alba - Museum specimen